# Olia Tira
Olia Tira (født 1. august 1988) er en moldovisk sanger.
Tira har forsøgt at repræsentere Moldava ved Eurovision Song Contest ved flere tilfælde. I 2007 sluttede hun som tre i den nationale udtagelse, med sangen "Your Place or Mine". Det efterfølgende år, deltog hun igen i den nationale finale, og endte denne gang på en 2. plads med sangen "Always Will Be". I 2010 prøvede hun igen lykken, sammen med den moldoviske gruppe SunStroke Project, ved udtagelsen til Eurovision Song Contest 2010. Den 6. marts vandt de finalen med sangen "Run Away", og kom dermed til at repræsentere Moldava i Eurovision. Moldova gik videre fra 2. semifinale, og opnåede i finalen en 22. plads med 27 points.